# Brian Lumley
Brian Lumley, född 12 december 1937, död 2 januari 2024, var en brittisk författare.
Brian Lumley blev känd som skräckförfattare. Han föddes i nordöstra England, tog värvning i armén och skrev noveller på sin fritid för att 1980 bli professionell författare.
Lumley skrev vidare på H. P. Lovecrafts Cthulhu-mytologi; de mest anmärkningsvärda av hans noveller är de som handlar om den fiktiva karaktären Titus Crow.
Bland Lumleys senare romanproduktion märks Necroscope-serien, en rad historier om det övernaturliga som utspelar sig under det kalla kriget.